# Narges Mohammadi (activist)
Narges Mohammadi (Perzisch: نرگس محمدی) (Zanjan, 21 april 1972) is een Iraanse mensenrechtenactiviste. In 2016 werd ze veroordeeld tot een celstraf van zestien jaar voor politieke misdaden. In 2023 ontving zij de Nobelprijs voor de Vrede.

## Achtergrond
Mohammadi werd geboren in Zanjan, Iran. Ze studeerde in natuurkunde af aan de Imam Khomeini International University. Tijdens haar studie schreef ze artikelen over vrouwenrechten in een studentenkrant. Na haar afstuderen schreef ze als journalist voor verschillende kranten. In 2003 werd ze lid van het Defenders of Human Rights Center, geleid door Shirin Ebadi.
In 1999 trouwde ze met een andere hervormingsgezinde journalist Taghi Rahmani. In 2012 verhuisde Rahmani naar Frankrijk na een gevangenisstraf van veertien jaar te hebben uitgezeten. Mohammadi bleef in Iran achter om zich in te zetten voor mensenrechten. Rahmani en Mohammadi hebben een tweeling, Ali en Kiana.

## Gevangenschap
In 1998 werd Mohammadi voor het eerst gearresteerd. Ze kreeg een celstraf van een jaar vanwege kritiek op de Iraanse regering. In april 2010 werd ze gedagvaard door het Revolutionair Hof vanwege haar lidmaatschap van het Defenders of Human Rights Center. Na betalen van een borgsom van $ 50.000 werd ze vrijgelaten, maar kort daarop opnieuw gearresteerd en gevangengezet in de gevangenis Evin. In gevangenschap verslechterde haar gezondheid, na een maand werd ze vrijgelaten om een ziekenhuis te bezoeken.
In juli 2011 werd Mohammadi opnieuw vervolgd en schuldig bevonden aan handelingen tegen de nationale veiligheid, lidmaatschap van het DHRC en propaganda tegen het regime. In september werd ze veroordeeld tot elf jaar gevangenisstraf. Zij ging in beroep en in maart 2012 werd haar straf teruggebracht naar zes jaar.
Amnesty International benoemde haar tot een gewetensgevangene en riep op tot haar onmiddellijke vrijlating. Reporters Without Borders en een groep internationale wetgevers riepen op tot haar vrijlating. Op 31 juli 2012 werd Mohammadi vrijgelaten.
Na haar afspraak met de EU High Representative op 8 maart 2014 werd Narges Mohammadi steeds zwaarder geïntimideerd. In november 2014 schreef ze een open brief naar president Rohani, waarin ze uitlegde hoe ze tijdens haar verhoren gebombardeerd werd met vragen over haar betrokkenheid bij verschillende maatschappelijke organisaties. Ze schreef: 'de richting waarin de ondervraging ging, liet me zien dat de focus van de veiligheidsdiensten het elimineren van de burgermaatschappij is.' Ze schreef ook over de intensieve verhoren over haar deelname in vreedzame protesten bij overheidsgebouwen om de autoriteiten op te roepen een serie zuuraanvallen op vrouwen te onderzoeken. 'In plaats van de schuldigen hiervan te zoeken, richten de veiligheidsdiensten zich op vreedzame demonstranten', schreef ze.
Op 31 oktober 2014 sprak Narges Mohammadi aan het graf van Sattar Beheshti. Ze vroeg zich hardop af hoe het kan dat parlementsleden een plan voorstellen om waarden te promoten, maar dat Beheshti twee jaar lang gemarteld kon worden door zijn ondervrager zonder dat iemand er iets van zei. Besheti stierf in november 2012, vlak nadat hij was gearresteerd. De video van de toespraak van Mohammadi ging viral op sociale media. Op 5 november ontving ze een dagvaarding waarover ze zei 'In de dagvaarding wordt gezegd dat ik moet opkomen 'voor aanklachten'. Maar er is geen verdere uitleg over deze aanklachten.'
Op 5 mei 2015 werd Mohammadi opnieuw gearresteerd. In mei 2016 werd zij schuldig bevonden aan 'het starten en uitvoeren van een illegale splintergroepering Legam', een mensenrechtenorganisatie die zich inzet voor het afschaffen van de doodstraf. Ze werd veroordeeld tot een gevangenisstraf van zestien jaar. Mohammadi gaf aan dat de rechter vijandig was en haar ervan beschuldigde goddelijke wetten te willen veranderen door haar activiteiten tegen de doodstraf. Ze kreeg niet de kans zichzelf te verdedigen.
In januari 2019 ging zij samen met de gevangen Brits-Iraanse Nazanin Zaghari-Ratcliffe in hongerstaking om te protesteren tegen het gebrek aan medische zorg.
Na de dood van Mahsa Amini in september 2022, waarschijnlijk door geweld van de Iraanse religieuze zedenpolitie, betuigde ze vanuit haar cel haar steun aan de massaprotesten tegen de Iraanse overheid en organiseerde ze solidariteitsacties in de gevangenis, wat haar op een nog zwaarder regime kwam te staan.

## Brieven
Vanuit haar cel stuurt Narges Mohammadi regelmatig brieven naar Iraanse officials. Hierin bekritiseert ze regelmatig de overheid en hun controle over de rechtspraak in het land. Zo schreef ze aan president Rohani: 'het volk stemde niet om het regime te steunen, maar om de wetten toe te passen en de eisen van activisten voor de burgermaatschappij te vervullen.' In een van haar brieven gaf ze aan dat ze lijdt aan een longziekte, gynaecologische problemen en problemen met haar galblaas. De gevangenisarts beweert dat ze buiten de gevangenis behandeld moet worden. In een van haar beroemdste brieven zegt ze: 'ik heb geen echt en duidelijk beeld van mijn tweeling meer.'
In september 2023 in een onder haar naam gepubliceerd artikel in de Amerikaanse krant The New York Times schreef ze : "Wat de (Iraanse) regering misschien niet begrijpt, is dat we sterker worden als ze meer van ons opsluiten."

## Prijzen en onderscheidingen
- 2009 Alexander Langer Award, vernoemd naar de vredesactivist Alexander Langer[12]
- 2011 Per Anger Prize; de onderscheiding van de Zweedse overheid voor mensenrechten[13]
- 2016 Human Rights Award of the German City of Weimar[14]
- 2018 Andrei Sakharov Prize van de American Physical Society[15]
- 2023 Guillermo Cano World Press Freedom Prize[16]
- 2023 Nobelprijs voor de Vrede[17]

Toen Nobelprijswinnares Shirin Ebadi in 2010 de Felix Ermacora Human Rights Award won, droeg ze deze op aan Mohammadi: 'Deze dappere vrouw verdient deze prijs meer dan ik', zei ze.